# Pollock et Pollock
Pour plus de détails, voir Fiche technique et Distribution.
Pollock et Pollock est un film français réalisé par Isabelle Rèbre et sorti en 2023.

## Synopsis
Les destins croisés de deux frères peintres : Jackson Pollock et Charles Pollock.

## Fiche technique
- Titre : Pollock et Pollock
- Réalisation : Isabelle Rèbre
- Scénario : Isabelle Rèbre
- Photographie : Émilien Awada
- Son : Isabelle Rèbre
- Mixage : Jean-Marc Schick
- Montage : Margaux Serre et Marie-Pomme Carteret
- Musique : Olivier Mellano
- Production : À perte de vue
- Pays de  production :  France
- Genre : documentaire
- Durée : 84 minutes
- Date de sortie : France - 7 juin 2023

## Sélections
- FIPADOC 2021[1]
- Festival international du livre d'art et du film de Perpignan 2021[2]